# Eric Topol

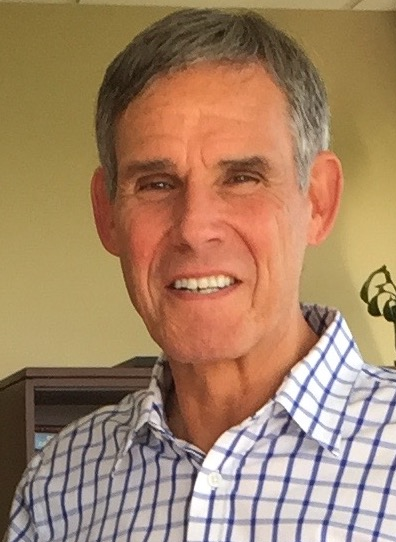
Eric Topol

Eric J. Topol (* 26. Juni 1954) ist ein US-amerikanischer Kardiologe und Autor.
Topol studierte Medizin an der University of Virginia mit dem Bachelor-Abschluss 1975 und an der University of Rochester mit dem M.D. Seine Residency absolvierte er an der University of California, San Francisco und seine Fellowship in Kardiologie an der Johns Hopkins University. 1985 bis 1991 lehrte er an der University of Michigan, bevor er Leiter der Kardiologie an der Cleveland Clinic wurde. Dort baute er die Kardiologie zu einer führenden Stellung in den USA aus und gründete 1996 die erste kardiologische Gendatenbank. 2002 gründete er das Cleveland Clinic Lerner College of Medicine, deren Chief Academic Officer er bis 2006 war. 2003 wurde er Professor für Genetik an der Case Western Reserve University. Ende 2006 wechselte er an das Scripps Research Institute als Professor für Genetik, wo er das auf personalisierte Medizin spezialisierte Institut Scripps Research Translational (Scripps Translational Science Institute, STSI) gründete. Er ist auch Chief Academic Officer von Scripps Health.
Sein Wechsel von der Cleveland Clinic hatte auch mit einem Disput mit der Leitung der Klinik zu tun, die in Zusammenhang mit der frühen Kritik von Topol an kardiologischen Nebenwirkungen von Vioxx (Rofecoxib) stand, das schließlich als Medikament aus diesen Gründen 2004 von Merck zurückgezogen wurde.
Aus der von ihm initiierten Gendatenbank zu Herzkreislauferkrankungen konnten bedeutende wissenschaftliche Erkenntnisse gewonnen werden und Topol identifizierte hier mehrere Gene die die Prädisposition für Herzinfarkte erhöhen. Das wurde mit der Wahl in die Top 10 Advances der American Heart Association und den Top Medical Breakthrough für 2010 des TIME Magazine gewürdigt.
2009 gründete er mit Gary und Mary West das West Wireless Health Institute (West Health Institute), das Digitalisierung in der Medizin gewidmet ist. Er war früh in der drahtlosen Überwachung von Patienten aktiv, so 1999 bei CardioNet (drahtlose Überwachung des EKG). 2007 war er im Aufsichtsrat von Sotera Wireless (drahtlose Überwachung von Bluthochdruck und anderen Vitalwerten).
Er ist Proponent einer personalisierten Medizin mit Genomuntersuchung, neuen digitalen Methoden und Biosensoren.
Topol leitete klinische Studien zu gentechnisch hergestelltem t-PA, dem monoklonalen Antikörper Abciximab und dem Blutplättchen-Inhibitor Clopidogrel (Plavix).
Von ihm stammen mehrere Bestseller über die Zukunft der Medizin, der Rolle von Digitalisierung und Künstlicher Intelligenz in der Medizin.
Er ist Chefherausgeber von Medscape, einem webbasierten Informations- und Fortbildungssystems für Ärzte.
2004 wurde er Mitglied des Institute of Medicine der National Academy of Sciences. Er erhielt die Hutchinson Medal seiner Alma Mater, der University of Rochester. 2011 wurde ein Kardiologie-Lehrstuhl an der University of Michigan nach ihm benannt.
Topol gehört zu den zehn meistzitierten Wissenschaftlern in der Medizin laut Thompson Reuters ISI. Er ist Autor oder Koautor von über 1100 Veröffentlichungen.

## Schriften
- The Patient Will See You Now: The Future of Medicine Is in Your Hands, New York: Basic Books, 2015
- The Creative Destruction of Medicine: How the Digital Revolution Will Create Better Health Care, New York: Basic Books, 2012
- mit anderen: Textbook of cardiovascular medicine, Lippincott, Williams and Wilkins 2002
- Herausgeber: Acute coronary syndroms, Marcel Dekker, 3. Auflage, 2004
- mit Paul S. Teirstein: Textbook of Interventional Cardiology, Philadelphia, Elsevier, 8. Auflage 2019
- Deep Medicine. How Artificial Intelligence Can Make Healthcare Human Again, 2019
- mit Leonard J. Kish: Unpatients – why patients should own their medical data, Nature Biotechnology, Band 33, 2015, S. 921–924
- Individualized Medicine from Prewomb to Tomb, Cell, Band 157, Heft 1, 27. März 2014
- Super Agers. An Evidence-Based Approach to Longevity. Simon & Schuster, New York 2025, ISBN 978-1668067666.